# Griffiniella larvalis
Griffiniella larvalis är en kackerlacksart som beskrevs av Karlis Princis 1965. Griffiniella larvalis ingår i släktet Griffiniella och familjen jättekackerlackor. Inga underarter finns listade i Catalogue of Life.